# 豬腳楠皮粉蝨
豬腳楠皮粉蝨（学名：Pealius machili）为粉蝨科皮粉蝨屬下的一个种。